# Pidżama Porno
Pidżama Porno es una banda polaca de punk-rock, reggae y ska. Se separaron el 9 de diciembre de 2007, tras 20 años de existencia. 

## Historia
La banda se fundó en diciembre del 1987 en Poznan, por Krzysztof “Grabaż” Grabowski y Andrzej “Kozak” Kozakiewicz, estudiantes de la Universidad de Poznan, a pesar de que ellos venían de la ciudad de Piła. Dos años más tarde grabaron su primer trabajo, titulado Ulice jak stygmaty (“Calles como estigmas”). La banda tocó en el Jarocin Festival y en 1990 iniciaron una gira por Checoslovaquia como el primer grupo underground de Polonia.
En 1990 Pidżama Porno grabaron su segundo álbum “Futurista”, el cual fue recibido calurosamente por sus fanes y que a día de hoy sigue siendo muy popular entre los oyentes Polacos. Poco después el grupo se disolvió, para volver en 1995. Sus primer trabajo tras grabar la ruptura fue “Zamiast burzy” (“En lugar de la tormenta”) fue muy popular e hizo a la banda famosa. 
Pidzama Porno empezó tocando numerosos conciertos en toda Polonia así como en Europa. Sus canciones fueron puestas por varias estaciones de radio lo que confirmó la popularidad de la banda. Además, Las letras inteligentes de Grabowski fueron de gran ayuda para asignar una buena posición al grupo. 
En 1996 Pidzama firmaron un contrato con SP Records, editor de Kult (banda) y Kazik. Su primer logro fue Złodzieje zapalniczek ("Ladrones de Mecheros") publicado en 1997. Una de las mejores canciones de Pidzama Porno, "Ezoteryczny Poznan", fue incluida en este álbum. En 1998 Pidzama realizó su siguiente trabajo llamado Styropian. Este disco tenía incluida la canción "Antifa", que se ha convertido en un himno de lucha contra el racismo entre los jóvenes polacos. 
En 1999 Pidzama lanzó una reedición de Ulice jak stygmaty titulada Ulice jak stygmaty - absolutne rarytasy. Entre tanto, tenían más tiempo para pulir su nuevo trabajo, el cual fue publicado en 2001. El nombre de su nuevo álbum fue Marchef w butonierce Muchos jóvenes fanes conocen esta banda tan solo por la canción "Twoja Generacja" ("Tu Generación") lanzado como el primer sencillo del disco. 
Los dos siguientes trabajos Koncertówka part 1 y Koncertówka 2. Drugi szczyt fueron piratas de los conciertos de aniversario de los Pidzama. Al mismo tiempo Grabaz formaba un grupo llamado Strachy na Lachy. El tiempo pasaba y Strachy na Lachy se hacía popular en el mundillo. Su último trabajo de estudio fue "Bulgarskie Centrum" ("Centro Búlgaro") realizado en agosto de 2004. En opinión de los fanes este es el peor disco de los Pidzama, muy similar a los recientes proyectos de Grabaz. Al mismo tiempo la banda empezó a considerar la ruptura, la cual fue anunciada el 13 de julio de 2007. La banda dijo adiós a sus fanes en una gira por su vigésimo aniversario y fue realizado un DVD de conciertos titulado "Finalista". Su última canción para el concierto fue "Droga na Brześć"("Camino a Brest") del "Centro Búlgaro", terminando con "...Droga na Brześć, 666, trzymaj się, cześć!" ("...Camino a Brest, 666, fare well, bye!"). 
En 2007, justo antes de separarse el grupo se componía de:
- Krzysztof "Grabaż" Grabowski – voz, letras
- Andrzej "Kozak" Kozakiewicz – guitarra,
- Slawek "Dziadek" Mizerkiewicz – guitarra,
- Julian "Julo" Piotrowiak – bajista,
- Rafal "Kuzyn" Piotrowiak – baterista.

## Discografía

### Álbumes de estudio
| Año  | Título                                  | Discográfica |
| ---- | --------------------------------------- | ------------ |
| 1990 | Ulice jak stygmaty                      | Lewy Front   |
| 1991 | Futurista                               | Mami         |
| 1994 | Zamiast burzy                           | Mami         |
| 1998 | Złodzieje zapalniczek                   | S.P. Records |
| 1999 | Styropian                               | S.P. Records |
| 2000 | Ulice jak stygmaty - absolutne rarytasy | S.P. Records |
| 2001 | Marchef w butonierce                    | S.P. Records |
| 2005 | Bulgarskie Centrum                      | S.P. Records |
| 2008 | Zlodzieje zapalniczek - reedycja        | S.P. Records |

## Videografía
| Año  | Canción                                          | Dir.                           |
| ---- | ------------------------------------------------ | ------------------------------ |
| 1997 | "Bal u senatora'93"                              | Piotr y Malgorzata Maciejewski |
| 1997 | "Ezoteryczny Poznan"                             | Rafal Jerzak                   |
| 1998 | "Do nieba wzieci"                                | Piotr y Malgorzata Maciejewski |
| 1998 | "Gdy zostajesz u mnie na noc"                    | Piotr y Malgorzata Maciejewski |
| 1999 | "Katarzyna ma katar"                             | Piotr y Malgorzata Maciejewski |
| 1999 | "Outsider"                                       | -                              |
| 2001 | "Twoja generacja"                                | -                              |
| 2001 | "Tom Petty spotyka Debbie Harry"                 |                                |
| 2001 | "Bon ton na ostrzu noza"                         | -                              |
| 2004 | "Wirtualni chlopcy"                              | Przemyslaw Młyńczyk            |
| 2004 | "Nikt tak pieknie nie mówil, ze sie boi milosci" | Vahan Bego                     |
| 2007 | "Czekajac na trzesienie ziemi"                   | -                              |